# Congènhas
Congènhas (en francès Congénies) és un municipi francès situat al departament del Gard i a la regió d'Occitània.